# Hobgoblin
Le hobgoblin est une créature légendaire du folklore britannique. Il est décrit comme amical et parfois serviable, vivant dans les habitations des campagnes. Dans le folklore anglais plus tardif, il est parfois décrit comme un esprit diabolique et confondu avec le gobelin.
Dans les œuvres littéraires, le hobgoblin est décrit comme une créature espiègle, à l'exemple du personnage Puck dans Le Songe d'une nuit d'été (1594) de Shakespeare ou parfois comme une créature effrayante.

## Étymologie
Ce mot anglais hobgoblin est attesté vers 1520, mais il a certainement été utilisé antérieurement. C'est l'une des nombreuses variantes du nom Hob, fréquente à l'ère élisabéthaine pour désigner des créatures légendaires. Il dérive de « Hob Goblin » ;  constitué du surnom Hob suivi du nom Goblin (« gobelin ») définissant la créature. L'étymologie de Hob n'est pas certaine.
Une hypothèse dérive hobgoblin du gallois hob, « sautiller », et coblyn « gobelin » ; ce « gobelin sautillant » pouvant être rattaché au personnage légendaire de Puck. Ou bien Hob dérive de l'anglais hob, « foyer », et le hobgoblin prendrait alors le sens de « gobelin du foyer » le rattachant au folklore des fées du foyer, qui vivent dans les maisons et protègent leurs habitants,. Selon d'autres sources, Hob serait une variation de Goblin dans le parler des campagnes. Selon Theresa Bane, dans le nord de l'Angleterre, un Hob était une créature amicale mais espiègle qui aidait les fermiers et artisans mais ce terme était parfois utilisé pour désigner de manière générale les créatures féeriques (fairies).
De même Hob est le diminutif de Robert/Robin, rattachant peut-être le hobgoblin au Robin Goodfellow (Puck).

## Folklore
D'après les croyances de l'époque élisabéthaine, telles que décrites dans Anatomy of Melancholia (1621), le hobgoblin était une créature amicale et serviable qui rendait divers services en échange d'une modeste récompense : retirer la poussière, moudre les céréales contre un bol de lait, couper du bois et autres corvées domestiques. Il est souvent comparé au brownie, autre créature serviable des foyers.
Selon Marc Alexander, le puritanisme a ultérieurement attaché l'idée d'une créature repoussante et diabolique au hobgoblin, à l'identique des inventions littéraires ayant forgé l'image du gobelin, mais cela ne correspondrait pas à la tradition folklorique.

## Culture moderne
À la fin du XXe siècle, le hobgoblin a été repris comme personnage de fiction dans diverses œuvres populaires anglophones, notamment la littérature de fantasy, des adaptations cinématographiques, des bande-dessinées, des jeux de rôle et des jeux vidéo.

### Litterature
Dans Bilbo le Hobbit et Le Seigneur des anneaux, Tolkien emploie le terme pour désigner des orques de particulièrement grande taille, bien que ce sens soit contraire au sens folklorique, ce que Tolkien ne découvrit que plus tard.

### Bande-dessinée
Dans la bande-dessinée américaine The Amazing Spider-Man, un vilain s'apparentant au Green Goblin (en français Bouffon Vert) se fait appeler Hobgoblin (Super Bouffon).
Dans le manga Moi, quand je me réincarne en Slime, le héros, Limule Tempest, dirige un village de gobelins qui se transforment en hobgobelins après leur avoir donne un nom à chacun.

### Jeux de rôle

#### DansDonjons et Dragons

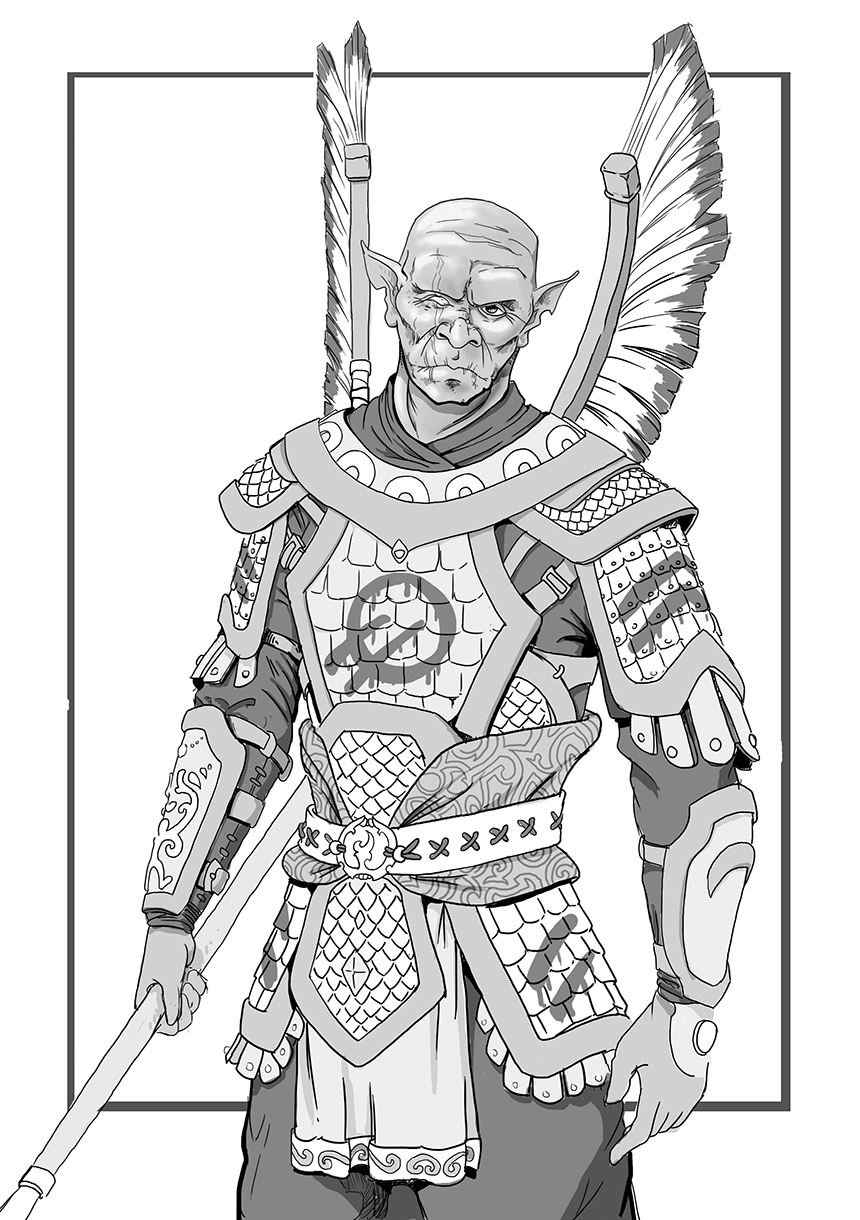
Un hobgoblin dans le jeu de rôle Donjons et Dragons.

Les hobgobelins sont de grands humanoïdes qui mesurent environ 2 mètres de haut. Ils ont une peau jaune-vert recouverte d'un pelage allant du brun au gris foncé, et des yeux bruns ou jaunâtres. Leurs dents sont pointues et jaunies. Ils vivent une soixantaine d'années.
Ce sont de bons mineurs qui voient dans le noir sur 18 mètres sans être gênés par la lumière du soleil. La plupart habitent sous terre, certains dans des villages composés de huttes fortifiées (avec douves et palissade), ou parfois dans des ruines aménagées. Bien qu'on puisse facilement les considérer comme des monstres, ils sont beaucoup plus proches de l'humain que les gobelins et parlent le commun. Ils servent souvent comme officiers dans des armées d'orques ou de gobelins.
Ils détestent les elfes et aiment brimer les gobelins.
Les koalinths sont des hobgobelins aquatiques, possédant des branchies. Leur peau est verte, leur pelage clair, et leurs pieds et leurs mains sont palmées. Ils détestent les elfes aquatiques.

#### Dans le monde dePalladium
Les hobgobelins sont probablement issus de mutations génétiques ayant touché un peuple de gobelins. Ils sont moins nombreux que ces derniers, leur population totale est estimée à deux millions d'individus : outre les pertes subies, environ deux tiers des individus meurent prématurément de manière violente : ils peuvent vivre plus de 80 ans, certains ont atteint les 130 ans, mais la plupart des mâles meurent avant 40 ans.
Ce sont des humanoïdes plus grands que les gobelins et dégingandés (environ 1,20 m pour 50 kg). Ils sont chauves, ont un grand nez, de petits yeux de fouine, de grandes dents et des oreilles tombantes, des jambes maigrichonnes et de grands pieds. Ils voient dans le noir jusqu'à une dizaine de mètres et voient parfaitement le jour ; ils ont une ouïe aiguisée.
Ils ont le même caractère mesquin et traître que les gobelins, qu'ils considèrent comme des frères ; de nombreux hobgobelins vivent dans des tribus de gobelins. Les hobgobelins sont moins rapides, moins agiles et moins adaptés à la vie souterraine que les gobelins, mais ils ont des capacités mentales supérieures.
Les hobgobelins qui ne vivent pas parmi les gobelins se regroupent en tribus d'une centaine d'individus, vivant dans des grottes, des ruines, des terriers superficiels ou des huttes miteuses.

#### DansWarhammer
Dans Warhammer, les hobgobelins sont les gobelinoïdes les plus intelligents et les plus proches de l'homme en aspect. Ils sont de taille moyenne, secs et maigres, avec de longs bras et un dos généralement voûté. Leur visage respire la malveillance et la traîtrise, avec des yeux perçants très rapprochés, des nez aquilins et de petits bouches d'où jaillissent les crocs de la mâchoire inférieure. De longs cheveux noirs de jais poussent sur leur crâne étroit. Comparativement aux autres « peaux vertes », ils font de meilleurs artisans et militaires.
Les hobgobelins possèdent leur propre empire, l'Hégémonie hobgobeline (une confédération lâche de tribus guerrières dominée par un grand khan), et se rencontrent surtout en Orient et dans les sombres terres.
De nombreuses tribus vivent dans l'Empire des Nains du chaos, et ne pourraient d'ailleurs pas survivre sans leur protection, les Orques, Gobelins et Orques noirs des tribus vassales les haïssant au plus haut point depuis leur trahison durant la grande révolte de ces derniers. Les hobgobelins servent de garde chiourmes aux nains du chaos et surveillent le travail des esclaves. Ils leur servent aussi de piétaille à la bataille. Des hobgobelins fidèles à Zâar-Naggrund, les plus redoutés sont ceux de la tribu des Assassins, utilisent des techniques d'encerclement et manient des dagues empoisonnées.
La lâcheté des hobgobelins est légendaire, ils aiment à se trahir les uns les autres quand ils ne trahissent pas leurs alliés. Le coup de poignard dans le dos est leur technique favorite pour résoudre un différend : une évolution morphologique singulière a fait quasiment se rejoindre les os des omoplates, ce qui explique qu'un hobgobelin frappé dans le dos ait des chances de s'en remettre. Ils aiment utiliser les arcs et les balistes qui leur permettent de rester combattre à distance. Ils chevauchent aussi de grands loups (équivalents des wargs de Tolkien) et font d'excellents archers à cheval.